# Bolvadin
Bolvadin – miasto w Turcji w prowincji Afyonkarahisar.
Według danych na rok 2000 miasto zamieszkiwało 52 398 osób.